# Polo op de Olympische Zomerspelen 1908

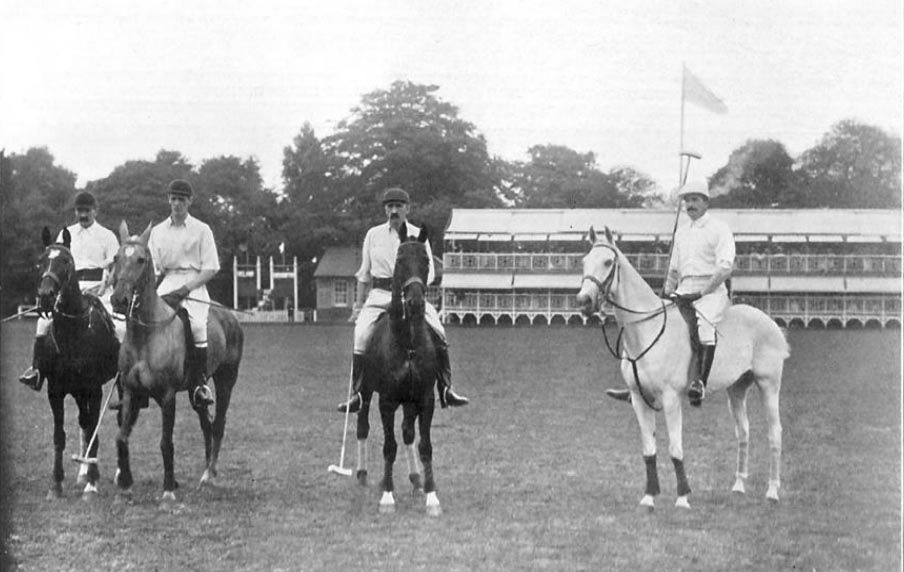
Het winnende poloteam op de Olympische Zomerspelen 1908

Polo is een van de sporten die beoefend werden tijdens de Olympische Zomerspelen 1908 in Londen.
Er namen drie teams deel, alle vertegenwoordigden ze Groot-Brittannië; twee teams kwamen uit Engeland, één team uit Ierland. Er werden twee wedstrijden gespeeld, beide werden gewonnen door het team van Roehampton.
Er was geen play-off om de tweede plaats.

## Uitslagen
| 18 juni | Roehampton GBR | - | Hurlingham GBR | 3 - 1 |
| 21 juni | Roehampton GBR | - | Ierland GBR    | 8 - 1 |

## Eindrangschikking
| rang   | sporters                                                                        | land |
| ------ | ------------------------------------------------------------------------------- | ---- |
| Goud   | Roehampton Charles Miller George Miller Patteson Nickalls Herbert Haydon Wilson | GBR  |
| Zilver | Hurlingham Walter Buckmaster Frederick Freake Walter Jones John Wodehouse       | GBR  |
| Zilver | Ierland John Hardress Lloyd John McKann Percy O'Reilly Auston Rotherham         | GBR  |

Parijs 1900 · 
Londen 1908 · 
Antwerpen 1920 · 
Parijs 1924 · 
Berlijn 1936
Olympische medaillewinnaars
Atletiek · Boksen · Boogschieten · Hockey · Jeu de paume · Kunstrijden · Lacrosse · Motorbootracen · Polo · Rackets · Roeien · Rugby · Schermen · Schietsport · Schoonspringen · Tennis · Touwtrekken · Turnen · Voetbal · Waterpolo · Wielersport · Worstelen · Zeilen · Zwemmen